# 2014年冬季奧林匹克運動會捷克代表團
2014年冬季奧林匹克運動會捷克代表團是捷克所派出的2014年冬季奧林匹克運動會代表團，共有88名運動員參與13個項目的賽事。

## 冰球
捷克男子隊在國際滑冰總會世界排名名列前九名，直接晉級。

## 競速滑冰
按照2012–13年ISU競速滑冰世界盃、2013年世界單程距離競速滑冰世界盃，捷克在下列項目取得參賽席位：
- 女子500公尺
- 女子1000公尺
- 女子1500公尺
- 女子3000公尺
- 女子5000公尺

## 外部連結
- Czech Republic at the 2014 Winter Olympics（页面存档备份，存于）